# Gran Premio motociclistico di Svezia 1986
Il Gran Premio motociclistico di Svezia è stato il decimo appuntamento del motomondiale 1986. Si è svolto il 9 e il 10 agosto sul circuito di Anderstorp e vi hanno gareggiato le classi 125, 250 e 500 oltre alla classe sidecar.
Le vittorie nelle tre gare in singolo disputate sono state di Eddie Lawson in 500, Carlos Lavado in 250 e Fausto Gresini in 125, mentre tra i sidecar si è imposto l'equipaggio Alain Michel/Jean-Marc Fresc.
Al termine della gara sono stati assegnati matematicamente due titoli iridati: Eddie Lawson si è aggiudicato per la seconda volta in carriera il titolo della classe 500 e anche Carlos Lavado si è laureato campione per la seconda volta nella classe 250.

## Classe 500
Lo statunitense Eddie Lawson corona l'ottenimento del titolo mondiale con il giro più veloce e la vittoria nella gara, precedendo l'australiano Wayne Gardner (partito dalla pole position) e l'altro statunitense Mike Baldwin.

### Arrivati al traguardo
| Pos. | Pilota              | Moto   | Tempo    | Griglia | Punti |
| ---- | ------------------- | ------ | -------- | ------- | ----- |
| 1    | Eddie Lawson        | Yamaha | 48.59.33 | 2       | 15    |
| 2    | Wayne Gardner       | Honda  | 49.15.37 | 1       | 12    |
| 3    | Mike Baldwin        | Yamaha | 49.17.77 | 4       | 10    |
| 4    | Robert McElnea      | Yamaha | 49.18.89 | 3       | 8     |
| 5    | Raymond Roche       | Honda  | 49.41.57 | 5       | 6     |
| 6    | Didier de Radiguès  | Honda  | 49.49.06 | 8       | 5     |
| 7    | Niall Mackenzie     | Suzuki | 49.57.79 | 6       | 4     |
| 8    | Randy Mamola        | Yamaha | 50.08.74 | 9       | 3     |
| 9    | Ron Haslam          | ELF    | 1 giro   | 7       | 2     |
| 10   | Wolfgang von Muralt | Suzuki | 1 giro   | 13      | 1     |
| 11   | Marco Gentile       | Fior   | 1 giro   | 16      |       |
| 12   | Peter Lindén        | Honda  | 1 giro   | 12      |       |
| 13   | Boet van Dulmen     | Honda  | 1 giro   | 20      |       |
| 14   | Shungi Yatsushiro   | Honda  | 1 giro   | 14      |       |
| 15   | Paul Iddon          | Suzuki | 1 giro   | 18      |       |
| 16   | Manfred Fischer     | Honda  | 1 giro   | 21      |       |
| 17   | Henk van der Mark   | Honda  | 1 giro   | 22      |       |
| 18   | Simon Buckmaster    | Honda  | 1 giro   | 19      |       |
| 19   | Eero Hyvärinen      | Honda  | 1 giro   | 17      |       |
| 20   | Alan Jeffrey        | Suzuki | 1 giro   | 23      |       |
| 21   | Mile Pajic          | Honda  | 1 giro   | 33      |       |
| 22   | Maarten Duyzers     | Suzuki | 1 giro   | 29      |       |
| 23   | Esko Kuparinen      | Honda  | 2 giri   | 24      |       |
| 24   | Paul Ramon          | Suzuki | 2 giri   | 28      |       |
| 25   | Claus Wulff         | Suzuki | 2 giri   | 26      |       |
| 26   | Åke Dahli           | Suzuki | 2 giri   | 35      |       |

### Ritirati
| Pilota             | Moto   | Motivo | Griglia |
| ------------------ | ------ | ------ | ------- |
| Fabio Biliotti     | Honda  |        | 11      |
| Peter Sköld        | Honda  |        | 15      |
| Dietmar Mayer      | Honda  |        | 32      |
| Ari Rämö           | Honda  |        | 36      |
| Lars Johansson     | Suzuki |        | 37      |
| Christian Le Liard | Honda  |        | 10      |
| Helmut Schütz      | Honda  |        | 34      |
| Josef Doppler      | Suzuki |        | 30      |
| Christopher Bürki  | Honda  |        | 31      |
| Marc Phillips      | Suzuki |        | 25      |

### Non partito
| Pilota     | Moto  | Motivo | Griglia |
| ---------- | ----- | ------ | ------- |
| Marco Papa | Honda |        | 27      |

## Classe 250
Come già nella classe regina, anche nelle 250 il neocampione mondiale Carlos Lavado ha ottenuto la vittoria nella corsa, in una gara disputata al sabato e accorciata rispetto al previsto a causa delle condizioni atmosferiche avverse, precedendo il suo rivale nella lotta al titolo, lo spagnolo Sito Pons. Al terzo posto della gara il francese Jean-François Baldé.

### Arrivati al traguardo
| Pos. | Pilota                 | Moto        | Tempo    | Griglia | Punti |
| ---- | ---------------------- | ----------- | -------- | ------- | ----- |
| 1    | Carlos Lavado          | Yamaha      | 39.13.54 | 2       | 15    |
| 2    | Sito Pons              | Honda       | 39.17.44 | 6       | 12    |
| 3    | Jean-François Baldé    | Honda       | 39.18.74 | 9       | 10    |
| 4    | Maurizio Vitali        | Garelli     | 39.30.35 | 3       | 8     |
| 5    | Dominique Sarron       | Honda       | 39.30.80 | 12      | 6     |
| 6    | Stéphane Mertens       | Yamaha      | 39.34.62 | 11      | 5     |
| 7    | Jacques Cornu          | Honda       | 39.38.82 | 14      | 4     |
| 8    | Jean Foray             | Chevallier  | 39.40.62 | 27      | 3     |
| 9    | Siegfried Minich       | Honda       | 39.54.83 | 17      | 2     |
| 10   | Alan Carter            | Cobas-Rotax | 39.57.99 | 18      | 1     |
| 11   | Niall Mackenzie        | Armstrong   | 40.35.94 | 4       |       |
| 12   | Martin Wimmer          | Yamaha      | 40.36.39 | 1       |       |
| 13   | Tadahiko Taira         | Yamaha      | 40.39.59 | 7       |       |
| 14   | Guy Bertin             | Parisienne  | 40.51.23 | 24      |       |
| 15   | Roland Freymond        | Yamaha      | 41.06.55 | 28      |       |
| 16   | Herbert Besendörfer    | Yamaha      | 1 giro   | 31      |       |
| 17   | Philippe Pagano        | Honda       | 1 giro   | 34      |       |
| 18   | Jean-Michel Mattioli   | Yamaha      | 1 giro   | 8       |       |
| 19   | Carlos Cardús          | Honda       | 2 giri   | 22      |       |
| 20   | Jean-Louis Guignabodet | MIG         | 2 giri   | 10      |       |

### Ritirati
| Pilota               | Moto      | Motivo | Griglia |
| -------------------- | --------- | ------ | ------- |
| Donnie McLeod        | Armstrong |        | 5       |
| Anton Mang           | Honda     |        | 13      |
| Harald Eckl          | Honda     |        | 15      |
| Virginio Ferrari     | Honda     |        | 16      |
| Stefano Caracchi     | Aprilia   |        | 19      |
| Fausto Ricci         | Honda     |        | 20      |
| Reinhold Roth        | Honda     |        | 21      |
| Loris Reggiani       | Aprilia   |        | 23      |
| Jean-Louis Tournadre | Yamaha    |        | 25      |
| Christian Boudinot   | Cobas     |        | 26      |
| René Delaby          | Rotax     |        | 29      |
| Bobby Issazadhe      | Chimoto   |        | 30      |
| Gary Noël            | EMC       |        | 33      |
| Håkan Olsson         | MBA       |        | 35      |
| Massimo Matteoni     | Honda     |        | 32      |

## Classe 125
Nella gara della 125 nuova doppietta dei piloti ufficiali della Garelli con Fausto Gresini che precede Luca Cadalora e un altro italiano giunto al terzo posto, Domenico Brigaglia.
Nella classifica del mondiale resta in testa Cadalora con nove punti su Gresini.

### Arrivati al traguardo
| Pos. | Pilota             | Moto    | Tempo    | Griglia | Punti |
| ---- | ------------------ | ------- | -------- | ------- | ----- |
| 1    | Fausto Gresini     | Garelli | 40.40.50 | 6       | 15    |
| 2    | Luca Cadalora      | Garelli | 40.43.47 | 5       | 12    |
| 3    | Domenico Brigaglia | Ducados | 41.07.22 | 4       | 10    |
| 4    | Bruno Kneubühler   | MBA     | 41.12.09 | 3       | 8     |
| 5    | Lucio Pietroniro   | MBA     | 41.12.41 | 9       | 6     |
| 6    | Johnny Wickström   | Tunturi | 41.15.26 | 7       | 5     |
| 7    | Thierry Feuz       | MBA     | 41.39.96 | 8       | 4     |
| 8    | Adi Stadler        | MBA     | 41.53.42 | 29      | 3     |
| 9    | Pier Paolo Bianchi | MBA     | 41.56.97 | 13      | 2     |
| 10   | Håkan Olsson       | Starol  | 41.57.14 | 33      | 1     |
| 11   | Andrés Sánchez     | MBA     | 41.57.38 | 25      |       |
| 12   | Thomas Pedersen    | MBA     | 42.20.93 | 18      |       |
| 13   | Esa Kytölä         | MBA     | 42.22.04 | 17      |       |
| 14   | Robin Milton       | MBA     | 42.23.09 | 24      |       |
| 15   | Peter Sommer       | MBA     | 42.23.28 | 22      |       |
| 16   | Mike Leitner       | MBA     | 1 giro   | 23      |       |
| 17   | Jörgen Ask         | MBA     | 1 giro   | 34      |       |
| 18   | Mogens Johansen    | MBA     | 1 giro   | 32      |       |
| 19   | Ivan Troisi        | MBA     | 1 giro   | 36      |       |
| 20   | Ton Spek           | MBA     | 1 giro   | 37      |       |

### Ritirati
| Pilota               | Moto    | Motivo | Griglia |
| -------------------- | ------- | ------ | ------- |
| August Auinger       | MBA     |        | 1       |
| Ezio Gianola         | MBA     |        | 2       |
| Jean-Claude Selini   | MBA     |        | 10      |
| Claudio Macciotta    | MBA     |        | 11      |
| Paolo Casoli         | MBA     |        | 12      |
| Jacques Hutteau      | MBA     |        | 14      |
| Olivier Liégeois     | Assmex  |        | 16      |
| Hannu Kallio         | MBA     |        | 19      |
| Willy Pérez          | MBA     |        | 20      |
| Paul Bordes          | MBA     |        | 21      |
| Christian Le Badezet | MBA     |        | 28      |
| Willy Hupperich      | MBA     |        | 30      |
| Boy van Erp          | MBA     |        | 31      |
| Bady Hassaine        | MBA     |        | 35      |
| Marcelino García     | Ducados |        | 27      |

## Classe sidecar
La penultima gara stagionale dei sidecar è caratterizzata dai ritiri di vari protagonisti e si conclude con la vittoria di Alain Michel-Jean-Marc Fresc. Steve Webster-Tony Hewitt, giunti ad Anderstorp in testa al mondiale, sono fortemente condizionati da problemi al motore e concludono al 15º posto; sempre per problemi tecnici devono ritirarsi Rolf Biland-Kurt Waltisperg, autori della pole, e i campioni in carica Egbert Streuer-Bernard Schnieders. Anche grazie alle noie meccaniche degli avversari, si registra il secondo posto dei fratelli Egloff, che ottengono il loro miglior risultato nel motomondiale.
A una gara dal termine, Michel torna al comando della classifica con 69 punti; possono ancora contendergli il titolo Webster e Streuer, fermi rispettivamente a 61 e a 60.

### Arrivati al traguardo (posizioni a punti)[6]
| Pos | Pilota          | Passeggero      | Moto          | Tempo    | Punti |
| --- | --------------- | --------------- | ------------- | -------- | ----- |
| 1   | Alain Michel    | Jean-Marc Fresc | LCR-Yamaha    | 39'19"73 | 15    |
| 2   | Markus Egloff   | Urs Egloff      | LCR-Yamaha    | +24"09   | 12    |
| 3   | Derek Bailey    | Brian Nixon     | LCR-Yamaha    | +25"52   | 10    |
| 4   | Derek Jones     | Brian Ayres     | LCR-Yamaha    | +25"86   | 8     |
| 5   | Masato Kumano   | Helmut Diehl    | LCR-Yamaha    | +35"76   | 6     |
| 6   | Frank Wrathall  | Kerry Chapman   | LCR-Yamaha    | +45"61   | 5     |
| 7   | René Progin     | Yvan Hunziker   | Seymaz-Yamaha | +47"29   | 4     |
| 8   | Theo van Kempen | Geral de Haas   | LCR-Yamaha    | +51"94   | 3     |
| 9   | Steve Abbott    | Shaun Smith     | Windle-Yamaha | +1'13"49 | 2     |
| 10  | Graham Gleeson  | Peter Lindén    | LCR-Yamaha    | +1'21"63 | 1     |